# Neolebias gracilis
Neolebias gracilis är en fiskart som beskrevs av Matthes, 1964. Neolebias gracilis ingår i släktet Neolebias och familjen Distichodontidae. IUCN kategoriserar arten globalt som otillräckligt studerad. Inga underarter finns listade i Catalogue of Life.